# Artur Mykyrtczian
Artur Mykyrtczian (ur. 1959, zm. 1992) – ormiański polityk, przewodniczący parlamentu Górskiego Karabachu od 8 stycznia 1992 do 14 kwietnia 1992, pełniący jednocześnie rolę głowy państwa.